# 카시아 스트러스
카시아 스트러스(폴란드어: Kasia Struss, 1987년 11월 23일 ~ )는 폴란드의 모델이다.